# Список глав Сальвадора
Список глав Сальвадора включает в себя лиц, являвшихся таковыми в Сальвадоре с момента обретения страной независимости от испанской короны, включая периоды её включения в состав мексиканской империи Итурбиде () и вхождения в состав Соединённых провинций Центральной Америки (1824—1825) и Федерации Центральной Америки (1825—1840) ().
В настоящее время главой государства и правительства является Президе́нт Респу́блики Эль-Сальвадо́р (исп. Presidente de la República de El Salvador), неофициально — Президе́нт Сальвадо́ра (исп. Presidente de Salvador). В соответствии с конституционными поправками, принятыми в августе 2025 года, срок полномочий президента составляет шесть лет, без ограничения права переизбрания, для избрания досточно простого электорального большинства.
Применённая в первом столбце таблиц нумерация является условной. Также условным является использование в первых столбцах цветовой заливки, служащей для упрощения восприятия принадлежности лиц к различным политическим силам без необходимости обращения к столбцу, отражающему партийную принадлежность. В случае, если продолжающиеся полномочия главы государства имели различный характер и основания (например, единый срок нахождения во главе государства лица, исполняющего обязанности временно до периода конституционных полномочий), это показано раздельно. В столбце «Выборы» отражены состоявшиеся выборные процедуры или иные основания, по которым лицо стало главой государства. Наряду с партийной принадлежностью, в столбце «Партия» также отражён внепартийный (независимый) статус персоналий, или их принадлежность к вооружённым силам, когда они выступали как самостоятельная политическая сила.
Резиденцией главы государства является Президентский дом (исп. Casa Presidencial de El Salvador).

## Провинция Сан-Сальвадор (1821—1823)
В колониальный период современная территория Сальвадора входила в состав генерал-капитанства Гватемала, составляя интенденсию Сан-Сальвадор (исп. Intendencia de San Salvador) и алькальдию Сонсонате (исп. Alcaldía mayor de Sonsonate). В мае 1820 года испанские кортесы подняли статус интенденсий до провинциального, объявив интендантов (исп. Intendente) политическими главами (исп. Jefe político) провинций. 15 сентября 1821 года провинциальная депутация (исп. Diputación Provincial) генерал-капитанства по инициативе генерал-капитана и генерал-интенданта Габино Гайнсы приняла Акт о независимости Центральной Америки от испанской монархии, предложив подчинённым провинциям, в их числе и Сан-Сальвадору, направить делегатов на общий конгресс для решения вопроса о суверенитете или присоединении к мексиканской империи. В Сан-Сальвадоре известия о создании провинции и созыве конгресса пришли одновременно 21 сентября 1821 года; последний интендант Педро Баррьере уступил полномочия назначенному Гайнсой
губернатором провинции Хосе Матиасу Дельгадо, прославившемуся своим воззванием к независимости Центральной Америки, сделанным 5 ноября 1811 года. К началу 1822 года были получены ответы муниципалитетов, большинство которых заняло промексиканскую позицию, и 9 января 1822 года созданная Гайнсой временная консультативная хунта приняла декларацию о присоединении провинций Гватемалы к Мексике. В ответ в Сан-Сальвадоре 11 января 1822 года Дельгадо сформировал правящую хунту Сан-Сальвадора и заявил об отделении от Гватемалы и тем самым от империи. В мае 1822 года в Гватемалу вступили направленные императором Агустином I войска под командованием Висенте Филисолы, которому 22 июня 1822 года Гайнса передал полномочия и отбыл в Мехико; в июле 1822 года мексиканский конгресс одобрил присоединение центральноамериканских провинций. Подавив сопротивление сальвадорцев, Филисола принял 10 февраля 1823 года их присягу императору Агустину I, завершив аннексию, однако уже 19 марта 1823 года император бежал в Европу.
29 марта 1823 года Филисола принял решение созвать предусмотренный Актом о независимости 1821 года конгресс провинций. 7 мая 1823 года Филисола, оставив вместо себя Фелипе Кодальоса, отбыл в Гватемалу; 25 мая 1823 года Кодальос был свергнут сторонниками сальвадорской независимости, создавшими Консультативную хунту. 17 июня 1823 года Мариано Прадо, входивший в состав хунты, был избран верховным политическим главой провинции (исп. Jefe supremo político). Созванный Филисолой конгресс открылся 29 июня 1823 года под председательством Дельгадо, сразу признав присоединение к Мексике незаконным и насильственным. 1 июля 1823 года была принята Декларация о полной независимости Центральной Америки, а конгресс было решено объявить Конституционной национальной ассамблеей. Наконец, 10 июля 1823 года было заявлено о создании Соединённых провинций Центральной Америки (исп. Provincias Unidas del Centro de América, также Республика Центральной Америки, исп. República del Centro de América) в составе Гватемалы, Сан-Сальвадора и Никарагуа. С 13 по 22 декабря 1823 года алькальдия Сонсонате была объявлена присоединённой к провинции Сан-Сальвадор.
17 декабря 1823 года центральноамериканская ассамблея приняла решение распространить представленный редакционной комиссией текст основ федеральной конституции с целью получения замечаний или предложений провинций. Хотя эти основы являлись только схемой будущей конституции, в Сан-Сальвадоре поспешили созвать учредительный конгресс и принять 14 марта 1824 года свою конституцию в соответствии с этими основами, по которой провинция была реорганизована в Государство Сальвадор (исп. Estado del Salvador), его главой (исп. Jefe del Estado) 22 апреля 1824 года был избран Хуан Мануэль Родригес.
Курсивом и серым цветом выделены даты начала и окончания полномочий лиц в период включения страны в состав Мексики.
|          | Портрет        | Имя (годы жизни)                                                                 | Полномочия       | Полномочия     | Выборы | Должность | Пр.                         |
| Начало   | Портрет        | Имя (годы жизни)                                                                 | Окончание        |                | Выборы | Должность | Пр.                         |
| -------- | -------------- | -------------------------------------------------------------------------------- | ---------------- | -------------- | --- | --- | --------------------------- |
| 1        |                | Педро Баррьере (?—1827) исп. Pedro Barriere                                      | 21 сентября 1821 | 28 ноября 1821 | [ комм. 5 ] | интендант и политический глава провинции Сан-Сальвадор исп. Intendente y Jefe político de la Provincia de San Salvador                                    | [ 11 ] [ 21 ]               |
| 2 (I—II) |                | Хосе Матиас Дельгадо-и-де Леон (1767—1832) исп. José Matías Delgado y de León    | 28 ноября 1821   | 11 января 1822 | [ комм. 6 ] | интендант и губернатор провинции Сан-Сальвадор исп. Intendente y Gobernador de la Provincia de San Salvador                                               | [ 22 ] [ 23 ] [ 24 ] [ 25 ] |
| 2 (I—II) | 11 января 1822 | Хосе Матиас Дельгадо-и-де Леон (1767—1832) исп. José Matías Delgado y de León    | 9 февраля 1823   | [ комм. 8 ]    | президент правящей хунты провинции Сан-Сальвадор исп. Presidente de la Junta de Gobierno de la Provincia de San Salvador | | [ 22 ] [ 23 ] [ 24 ] [ 25 ] |
| —        |                | Висенте Филисола (1789—1850) исп. Vicente Filisola                               | 10 февраля 1823  | 7 мая 1823     | [ комм. 10 ] | политический глава провинции Сан-Сальвадор (Мексиканская Империя) исп. Jefe político de la Provincia de San Salvador (Imperio Mexicano)                   | [ 26 ] [ 27 ] [ 28 ]        |
| —        |                | Фелипе Кодальос Нуньес (1790—?) исп. Felipe Codallos Núñez                       | 7 мая 1823       | 25 мая 1823    | [ комм. 12 ] | политический глава провинции Сан-Сальвадор (Мексиканская Империя) исп. Jefe político de la Provincia de San Salvador (Imperio Mexicano)                   | [ 29 ]                      |
| —        |                | Мариано Прадо Бака (1776—1837) исп. Mariano Prado Baca                           | 25 мая 1823      | 17 июня 1823   | [ комм. 14 ] | консультативная хунта провинции Сан-Сальвадор (Мексиканская Империя) исп. Junta consultiva de la Provincia de San Salvador (Imperio Mexicano)             | [ 30 ] [ 31 ]               |
| —        |                | Хосе Хусто Милья Пинеда Арриага (1794—1838) исп. José Justo Milla Pineda Arriaga | 25 мая 1823      | 17 июня 1823   | [ комм. 14 ] | консультативная хунта провинции Сан-Сальвадор (Мексиканская Империя) исп. Junta consultiva de la Provincia de San Salvador (Imperio Mexicano)             | [ 30 ] [ 32 ] [ 33 ]        |
| —        |                | Хосе Ривас (?—?) исп. José Rivas                                                 | 25 мая 1823      | 17 июня 1823   | [ комм. 14 ] | консультативная хунта провинции Сан-Сальвадор (Мексиканская Империя) исп. Junta consultiva de la Provincia de San Salvador (Imperio Mexicano)             | [ 30 ]                      |
| —        |                | Мариано Прадо Бака (1776—1837) исп. Mariano Prado Baca                           | 17 июня 1823     | 1 июля 1823    | [ комм. 16 ] | верховный политический глава провинции Сан-Сальвадор (Мексиканская Империя) исп. Jefe supremo político de la Provincia de San Salvador (Imperio Mexicano) | [ 14 ] [ 31 ]               |
| 3 (I)    | 1 июля 1823    | Мариано Прадо Бака (1776—1837) исп. Mariano Prado Baca                           | 22 апреля 1824   | [ комм. 17 ]   | верховный политический глава провинции Сан-Сальвадор исп. Jefe supremo político de la Provincia de San Salvador          | | [ 14 ] [ 31 ]               |

## В составе Соединённых провинций и Федерации (1824—1840)
Этот раздел о главах Сальвадора — государства в составе Соединённых провинций Центральной Америки (1824—1825) и Федерации Центральной Америки (1825—1838).
О главах федеративного государства см. Список глав союзов центральноамериканских государств.
22 ноября 1824 года центральноамериканская ассамблея утвердила постоянную конституцию, по которой страна получила название Федерация Центральной Америки (исп. Federación de Centro América), при этом в официальных документах повсеместно использовалось название Федеративная Республика Центральной Америки (исп. República Federal de Centro América), оно же было указано на гербе страны. В тот же день к союзу присоединился Гондурас. Избранный сальвадорской Конституционной ассамблеей главой государства Хуан Мануэль Родригес после вступления в силу конституции и проведения в соответствии с ней первых выборов верховного главы и вице-главы государства, сложил с себя полномочия 1 октября 1824 года перед Мариано Прадо (вице-главой, до инаугурации верховного главы Хуана Висенте Вильякорты). После отставки Вильякорты полномочия вновь перешли к Прадо, до избрания 30 января 1829 года сторонника консервативных взглядов Хосе Марии Корнехо, противостоявшего стоявшим во во главе федерации либеральным политикам, пришедшим к власти в результате гражданской войны, когда либеральная Союзная армия защитников закона под командованием Франсиско Морасана 12 апреля 1829 года заняла федеральную столицу Нуэва-Гватемала-де-ла-Асуньон; 16 сентября 1830 года Морасан был избран новым президентом Союза. В Сальвадоре после избрания новыми верховным главой Прадо и вице-главой Хоакина де Сан-Мартина новым властям пришлось столкнуться с массовыми беспорядками и индейским восстанием во главе с Анастасио Акино, охватившим страну в январе—апреле 1833 года. В октябре 1833 года столица федерации была перенесена в Сонсонате, центр одного из сальвадорских департаментов; реакцией на усиление влияния Морасана стало сделанное Сан-Мартином в начале 1834 года заявление о выходе Сальвадора из Союза. В ответ Морасан объявил сальвадорские власти низложенными и назначил 12 июня 1834 года временным верховным главой Карлоса Саласара Кастро, направив его на подавление сепаратизма; 23 июня 1834 года в сражении при Хибоа (исп. batalla de Jiboa) федеральные силы разбили сальвадорцев и вынудили Сан-Мартина отправиться в изгнание в Мексику. Саласар распустил местные органы управления и передал 13 июля 1834 года Сальвадор под прямое федеральное управление, которое по поручению Морасана осуществлял его вице-президент Хосе Грегорио Саласар, который 21 сентября 1834 года собрал в Сан-Висенте сальвадорский конгресс.
До инаугурации избранных конгрессом верховным главой Дионисио Эрреры и вице-главой Хосе Марии Сильвы Саласар передал 30 сентября 1834 года управление главному советнику государства (исп. Consejero Jefe del Estado) Хоакину Эсколану. Эррера отказался принять пост, и 14 октября 1834 года полномочия принял Сильва, исполнявший их до 2 марта 1835 года, когда конгресс утвердил отставку Эрреры (как лицо, избранное с Эррерой совместно, Сильва вернул полномочия Эсколану). 10 апреля 1835 года новым верховным главой стал Николас Эспиноса, в июне 1835 года согласившийся на перенос федеральной столицы в Сан-Сальвадор. 15 ноября 1835 года он был отстранён Морасаном, заменившим его на Франсиско Гомеса. 1 февраля 1836 года Морасан направил в Сальвадор Диего Вихиля, фактически взявшего управление в свои руки; 7 марта 1836 года он был избран верховным главой Сальвадора (вице-главой стал Тимотео Менендес). На период их администрации пришлась разрушительная эпидемия холеры. Во время подавления восстания индейцев в Сакатеколуке и Кохутепеке (в мае—июне 1837 года) Вихиль временно передал полномочия Менендесу; 6 января 1838 года в связи с принятием поста вице-президента федерации Вихиль оставил пост главы Сальвадора окончательно.
С начала 1838 года начался распад федерации; 2 мая 1838 года о выходе из неё заявили власти Никарагуа, а после провозглашения федеральным конгрессом 30 мая 1838 года права выбора составными частями союза любой основанной на народном представительстве формы правления, федерацию покинули Гондурас (26 октября 1838 года), Коста-Рика (15 ноября 1838 года) и Гватемала (17 апреля 1839 года). 31 мая 1839 года их примеру последовало государство Лос-Альтос (отделившиеся 2 февраля 1838 года от Гватемалы её северо-западные области, вошедшее в союз 16 августа 1838 года.
1 февраля 1839 года Морасан, пытаясь сохранить федерацию, передал полномочия вице-президенту Диего Вихилю, а сам, используя сальвадорскую территорию, стал проводить активную политическую и военную кампанию против своих противников в других центральноамериканских государствах. Менендес, остающийся с 6 января 1838 года ответственным за исполнительную власть в Сальвадоре в условиях создавшегося двоевластия, подал в отставку 23 мая 1839 года, передав полномочия советнику Антонио Хосе Каньясу; 13 июля 1839 года Морасан вновь был избран в Сальвадоре верховным главой. Его усилия по восстановлению федерации не увенчались успехом; 18 марта 1840 года он вторгся в Гватемалу, где был разбит. 31 марта 1840 года Диего Вихиль объявил о роспуске федерации; Морасан 4 апреля 1840 года объявил об отставке и вскоре отбыл в изгнание.
Курсивом и серым цветом выделены даты начала и окончания полномочий лиц, временно замещавших действующего главу государства, либо возглавляющих альтернативные правительства, контролирующих значительную территорию.
|                               | Портрет       | Имя (годы жизни)                                                                                          | Полномочия       | Полномочия      | Выборы                                                                          | Должность | Пр.                  |
| Начало                        | Портрет       | Имя (годы жизни)                                                                                          | Окончание        |                 | Выборы                                                                          | Должность | Пр.                  |
| ----------------------------- | ------------- | --- | ---------------- | --------------- | ------------------------------------------------------------------------------- | --- | -------------------- |
| 4                             |               | Хуан Мануэль Родригес (1771—1847) исп. Juan Manuel Rodríguez                                              | 22 апреля 1824   | 1 октября 1824  | [ комм. 22 ]                                                                    | глава государства Сальвадор исп. Jefe del Estado del Salvador                                                                                                | [ 44 ] [ 45 ]        |
| и. о.                         |               | Мариано Прадо Бака (1776—1837) исп. Mariano Prado Baca                                                    | 1 октября 1824   | 13 декабря 1824 | [ комм. 23 ]                                                                    | вице-глава государства Сальвадор, ответственный за исполнительную власть исп. Vice-Jefe del Estado del Salvador, encargado del Poder Ejecutivo               | [ 14 ] [ 31 ]        |
| 5                             |               | Хуан Висенте Вильякорта Диас (1764—1828) исп. Juan Vicente Villacorta Díaz                                | 13 декабря 1824  | 1 ноября 1826   | [ комм. 25 ]                                                                    | верховный глава государства Сальвадор исп. Jefe supremo del Estado del Salvador                                                                              | [ 46 ] [ 47 ]        |
| и. о.                         |               | Мариано Прадо Бака (1776—1837) исп. Mariano Prado Baca                                                    | 1 ноября 1826    | 30 января 1829  | [ комм. 26 ]                                                                    | вице-глава государства Сальвадор, ответственный за исполнительную власть исп. Vice-Jefe del Estado del Salvador, encargado del Poder Ejecutivo               | [ 14 ] [ 31 ]        |
| 6                             |               | Хосе Мария Корнехо Мерино-и-Гевара (1788—1864) исп. José María Cornejo Merino y Guevara                   | 30 января 1829   | 29 марта 1832   | [ комм. 25 ]                                                                    | верховный глава государства Сальвадор исп. Jefe supremo del Estado del Salvador                                                                              | [ 48 ] [ 49 ]        |
| и. о.                         |               | Хосе Дамиан Вильякорта Каньяс (1796—1860) исп. José Damián Villacorta Cañas                               | 16 февраля 1830  | 4 декабря 1830  | [ комм. 28 ]                                                                    | вице-глава государства Сальвадор, ответственный за исполнительную власть исп. Vice-Jefe del Estado del Salvador, encargado del Poder Ejecutivo               | [ 50 ] [ 51 ]        |
| 7 (I)                         |               | Хосе Франсиско Морасан Кесада (1792—1842) исп. Jose Francisco Morazan Quezada                             | 29 марта 1832    | 13 мая 1832     | [ комм. 29 ]                                                                    | временный верховный глава государства Сальвадор исп. Jefe supremo provisional del Estado del Salvador                                                        | [ 37 ] [ 52 ] [ 53 ] |
| и. о.                         |               | Хоакин де Сан-Мартин-и-Ульоа (1770—1854) исп. Joaquín de San Martín y Ulloa                               | 13 мая 1832      | 25 июля 1832    | [ комм. 30 ]                                                                    | вице-глава государства Сальвадор, ответственный за исполнительную власть исп. Vice-Jefe del Estado del Salvador, encargado del Poder Ejecutivo               | [ 54 ] [ 55 ]        |
| 3 (II)                        |               | Мариано Прадо Бака (1776—1837) исп. Mariano Prado Baca                                                    | 25 июля 1832     | 1 июля 1833     | [ комм. 25 ]                                                                    | верховный глава государства Сальвадор исп. Jefe supremo del Estado del Salvador                                                                              | [ 14 ] [ 31 ]        |
| и. о.                         |               | Хоакин де Сан-Мартин-и-Ульоа (1770—1854) исп. Joaquín de San Martín y Ulloa                               | 9 февраля 1833   | 1 июля 1833     | [ комм. 32 ]                                                                    | вице-глава государства Сальвадор, ответственный за исполнительную власть исп. Vice-Jefe del Estado del Salvador, encargado del Poder Ejecutivo               | [ 54 ] [ 55 ]        |
| 8                             | 1 июля 1833   | Хоакин де Сан-Мартин-и-Ульоа (1770—1854) исп. Joaquín de San Martín y Ulloa                               | 23 июня 1834     | [ комм. 25 ]    | верховный глава государства Сальвадор исп. Jefe supremo del Estado del Salvador | | [ 54 ] [ 55 ]        |
| —                             |               | Карлос Саласар Кастро (1800—1867) исп. Carlos Salazar Castro                                              | 12 июня 1834     | 23 июня 1834    | [ комм. 34 ]                                                                    | временный верховный глава государства Сальвадор исп. Jefe supremo provisional del Estado del Salvador                                                        | [ 56 ] [ 57 ]        |
| 9                             | 23 июня 1834  | Карлос Саласар Кастро (1800—1867) исп. Carlos Salazar Castro                                              | 13 июля 1834     | [ комм. 36 ]    |                                                                                 | временный верховный глава государства Сальвадор исп. Jefe supremo provisional del Estado del Salvador                                                        | [ 56 ] [ 57 ]        |
| прямое федеральное управление |               | |                  |                 |                                                                                 | |                      |
| и. о.                         |               | Хоакин Эсколан-и-Балибрера (1810—?) исп. Joaquín Escolán y Balibrera                                      | 30 сентября 1834 | 14 октября 1834 | [ комм. 39 ]                                                                    | главный советник государства Сальвадор, ответственный за исполнительную власть исп. Consejero Jefe del Estado del Salvador, en ejercicio del Poder Ejecutivo | [ 58 ] [ 59 ]        |
| и. о.                         |               | Хосе Мария Сильва (1804—1876) исп. José María Silva                                                       | 14 октября 1834  | 2 марта 1835    | [ комм. 41 ]                                                                    | вице-глава государства Сальвадор, ответственный за исполнительную власть исп. Vice-Jefe del Estado del Salvador, encargado del Poder Ejecutivo               | [ 60 ] [ 61 ]        |
| и. о.                         |               | Хоакин Эсколан-и-Балибрера (1810—?) исп. Joaquín Escolán y Balibrera                                      | 2 марта 1835     | 10 апреля 1835  | [ комм. 42 ]                                                                    | главный советник государства Сальвадор, ответственный за исполнительную власть исп. Consejero Jefe del Estado del Salvador, en ejercicio del Poder Ejecutivo | [ 58 ] [ 59 ]        |
| 10                            |               | Николас Эспиноса (1795—1845) исп. Nicolás Espinoza                                                        | 10 апреля 1835   | 15 ноября 1835  | [ комм. 25 ]                                                                    | верховный глава государства Сальвадор исп. Jefe supremo del Estado del Salvador                                                                              | [ 62 ] [ 63 ]        |
| и. о.                         |               | Франсиско Гомес де Альтамирано-и-де Элисондо (1796—1838) исп. Francisco Gómez de Altamirano y de Elizondo | 15 ноября 1835   | 7 марта 1836    | [ комм. 45 ]                                                                    | главный советник государства Сальвадор, ответственный за исполнительную власть исп. Consejero Jefe del Estado del Salvador, en ejercicio del Poder Ejecutivo | [ 64 ] [ 65 ]        |
| 11                            |               | Диего Фернандес Вихиль-и-Коканья (1799—1845) исп. Diego Fernández Vijil y Cocaña                          | 7 марта 1836     | 6 января 1838   | [ комм. 25 ]                                                                    | верховный глава государства Сальвадор исп. Jefe supremo del Estado del Salvador                                                                              | [ 42 ] [ 66 ]        |
| и. о.                         |               | Тимотео Менендес (1790—1845) исп. Timoteo Menendez                                                        | 23 мая 1837      | 7 июня 1837     | [ комм. 47 ]                                                                    | вице-глава государства Сальвадор, ответственный за исполнительную власть исп. Vice-Jefe del Estado del Salvador, encargado del Poder Ejecutivo               | [ 67 ] [ 68 ]        |
| и. о.                         | 6 января 1838 | Тимотео Менендес (1790—1845) исп. Timoteo Menendez                                                        | 23 мая 1839      | [ комм. 49 ]    |                                                                                 | вице-глава государства Сальвадор, ответственный за исполнительную власть исп. Vice-Jefe del Estado del Salvador, encargado del Poder Ejecutivo               | [ 67 ] [ 68 ]        |
| и. о.                         |               | Антонио Хосе Каньяс Кинтанилья (1785—1844) исп. Antonio José Cañas Quintanilla                            | 23 мая 1839      | 13 июля 1839    | [ комм. 51 ]                                                                    | главный советник государства Сальвадор, ответственный за исполнительную власть исп. Consejero Jefe del Estado del Salvador, en ejercicio del Poder Ejecutivo | [ 69 ]               |
| 7 (II)                        |               | Хосе Франсиско Морасан Кесада (1792—1842) исп. Jose Francisco Morazan Quezada                             | 13 июля 1839     | 4 апреля 1840   | [ комм. 25 ]                                                                    | верховный глава государства Сальвадор исп. Jefe supremo del Estado del Salvador                                                                              | [ 37 ] [ 52 ] [ 53 ] |

## От введения поста президента до установления республики (1840—1859)
На следующий день после отставки верховного главы Франсиско Морасана вице-глава Хосе Мария Сильва покинул столицу и в дальнейшем направился в изгнание вместе с Морасаном; ответственность за управление страной принял городской совет Сан-Сальвадора, передавший полномочия советнику Антонио Хосе Каньясу 15 апреля 1840 года после официального объявления об отстранении Сильвы. 23 сентября 1840 года Каньяс был свергнут начавшимся 20 сентября восстанием в столичных казармах, инспирированным лидером консерваторов Франсиско Малеспином, ставшим в марте 1840 года командующим сальвадорской армией. Управление страной было передано руководящему сенатору (исп. Senador Jefe) Норберто Рамиресу, созвавшему конституционную ассамблею, которая 7 января 1841 года назначила временным верховным главой Хуана Линдо и приняла новую конституцию, зафиксировавшую обретение Сальвадором независимости. После вступления её в силу 22 февраля 1841 года Линдо стал временным президентом государства (пост, введённый конституцией). Был установлен двухлетний срок президентских полномочий, однако обычной практикой первых лет являлось принятие полномочий вице-президентами по установленным конституцией основаниям или замещение президентского поста сенаторами-президентами, назначаемыми с ограниченными полномочиями при отсутствии избранных лиц; кроме того, под давлением ли представителей армии, исходя ли из политической целесообразности, под воздействием ли внешнеполитических факторов полномочия могли временно делегироваться президентом без оставления им своего поста.
Новой попыткой объединения Центральной Америки стала Центральноамериканская Конфедерация (исп. Confederación de Centroamérica), образованная в 1842 году Сальвадором, Гондурасом и Никарагуа. Представители этих государств собрались 17 марта 1842 года в никарагуанском городе Чинандега на конвенцию и подписали 27 июля 1842 года пакт о создании единых органов законодательной, исполнительной и судебной власти. 29 марта 1844 года собравшиеся в сальвадорском городе Сан-Висенте делегаты дьеты (исп. Dieta) избрали главой исполнительной власти верховного делегата (исп. Supremo Delegado) Фруто Чаморро. Его полномочия оставались номинальными при сохранении фактической полноты власти у глав трёх государств-членов и были прекращены 1 декабря того же года; в 1845 году он безрезультатно предлагал трём государствам проект нового договора, к этому времени их союз де-факто был прекращён.
Генерал Франсиско Малеспин, фактически низложивший 10 декабря 1843 года президента Хуана Хосе Гусмана, в феврале 1844 года добился своего избрания на пост президента и в том же году в октябре провёл успешную военную кампанию против Гватемалы и в декабре вмешался в гражданскую войну в Никарагуа, где обеспечил победу своим союзникам, однако при возвращении в Сальвадор 15 февраля 1845 года был лишён полномочий Национальным конгрессом, передавшим их вице-президенту Хоакину Эуфрасио Гусману. Повторная попытка вернуться в страну обернулась вооружённым конфликтом, в котором Малеспин был захвачен и обезглавлен индейцами.
В ноябре 1849 года никарагуанском Сантьяго-де-лос-Кабальерос-де-Леоне начала работу конференция представителей Никарагуа, Гондураса и Сальвадора. 8 ноября 1849 года ими было подписано соглашение о создании Национального представительства Центральной Америки (исп. Representación Nacional de Centroamérica), формируемого парламентами стран, с целью унификации политики, установления единого международного представительства и создания общих властных институтов трёх стран. Первая встреча избранных представителей состоялась 9 января 1851 года в Чинандеге (Никарагуа), в январе 1852 года со второй попытки они добились от национальных правительств созыва Конституционной ассамблеи Центральной Америки (исп. Asamblea Constituyente de Centroamérica), которая вскоре одобрила Национальный Статут Центральной Америки и избрала её временным президентом Хосе Тринидада Кабаньяса, а после его отказа принять пост — Франсиско Кастельона. Однако отказ Никарагуа и Гондураса ратифицировать принятый статут прервал интеграционный процесс. Причиной этого стало поражение консервативных Сальвадора и Гондураса, вторгшихся 31 января 1851 года в Гватемалу с целью изгнания из Центральной Америки либерала Рафаэля Карреры, вернувшегося из Мексики и вновь избранного гватемальским президентом. Армия коалиции была разгромлена 2 февраля в сражении при Араде, что привело в Сальвадоре через месяц к отставке переизбранного годом ранее президента Доротео Васконселоса.
16 апреля 1854 года землетрясением была разрушена столица Сан-Сальвадор, правительство было переведено в Кохутепеке, где пребывало до 28 июня 1858 года.
Парламентским декретом от 18 февраля 1859 года была провозглашена Республика Сальвадор (исп. República del Salvador), однако официальное употребление наименования президент республики для главы государства было отложено до инаугурации 1 февраля 1860 года преемника отстранённого президента государства Мигеля Сантина дель Кастильо, при этом замещающие его пост лица именовались вице-президент республики (исп. Vicepresidente de la República del Salvador) или сенатор-президент республики (исп. Senador Presidente de la República del Salvador).
Курсивом и серым цветом выделены даты начала и окончания полномочий лиц, временно замещавших действующего главу государства, либо возглавляющих альтернативные правительства, контролирующих значительную территорию.
|           | Портрет         | Имя (годы жизни) | Полномочия       | Полномочия       | Выборы                                                                                       | Должность | Пр.                  |
| Начало    | Портрет         | Имя (годы жизни) | Окончание        |                  | Выборы                                                                                       | Должность | Пр.                  |
| --------- | --------------- | --- | ---------------- | ---------------- | -------------------------------------------------------------------------------------------- | --- | -------------------- |
| и. о.     |                 | Хосе Мария Сильва (1804—1876) исп. José María Silva | 4 апреля 1840    | 15 апреля 1840   | [ комм. 54 ]                                                                                 | вице-глава государства Сальвадор, ответственный за исполнительную власть исп. Vice-Jefe del Estado del Salvador, encargado del Poder Ejecutivo                                      | [ 60 ] [ 61 ]        |
| и. о.     |                 | Городской совет Сан-Сальвадора в составе алькальдов: Рафаэль Франсиско Осехо (1790—1848) исп. Rafael Francisco Osejo Игнасио Каррильо (?—?) исп. Ignacio Carrillo Исидро Витери (?—?) исп. Isidro Viteri | 5 апреля 1840    | 15 апреля 1840   | [ комм. 55 ]                                                                                 | городской совет Сан-Сальвадора, ответственный за исполнительную власть исп. Consejo Municipal de San Salvador, en ejercicio del Poder Ejecutivo                                     | [ 19 ]               |
| и. о.     |                 | Антонио Хосе Каньяс Кинтанилья (1785—1844) исп. Antonio José Cañas Quintanilla | 15 апреля 1840   | 23 сентября 1840 | [ комм. 57 ]                                                                                 | главный советник государства Сальвадор, ответственный за исполнительную власть исп. Consejero Jefe del Estado del Salvador, en ejercicio del Poder Ejecutivo                        | [ 69 ]               |
| и. о.     |                 | Норберто Рамирес Ареас (1800—1856) исп. Norberto Ramírez Areas | 23 сентября 1840 | 7 января 1841    | [ комм. 59 ]                                                                                 | сенатор-глава государства Сальвадор, ответственный за исполнительную власть исп. Senador Jefe del Estado del Salvador, en ejercicio de Poder Ejecutivo                              | [ 82 ] [ 83 ]        |
| 12 (I—II) |                 | Хуан Непомусено Фернандес Линдо-и-Селайя (1790—1857) исп. Juan Nepomuceno Fernández Lindo y Zelaya | 7 января 1841    | 22 февраля 1841  | [ комм. 60 ]                                                                                 | временный верховный глава государства Сальвадор исп. Jefe Supremo Provisional del Estado del Salvador                                                                               | [ 84 ] [ 85 ] [ 86 ] |
| 12 (I—II) | 22 февраля 1841 | Хуан Непомусено Фернандес Линдо-и-Селайя (1790—1857) исп. Juan Nepomuceno Fernández Lindo y Zelaya | 1 февраля 1842   | [ комм. 61 ]     | временный президент государства Сальвадор исп. Presidente provisorio del Estado del Salvador | | [ 84 ] [ 85 ] [ 86 ] |
| и. о.     |                 | Педро Хосе Арсе-и-Фагоага (1801—1871) исп. Pedro José Arce y Fagoaga | 20 июня 1841     | 28 июня 1841     | [ комм. 62 ]                                                                                 | сенатор, назначенный ответственным за исполнительную власть исп. Senador designado a cargo del Poder Ejecutivo                                                                      | [ 87 ]               |
| и. о.     |                 | Хосе Эсколастико Марин (?—1846) исп. José Escolástico Marín | 1 февраля 1842   | 14 апреля 1842   | [ комм. 63 ]                                                                                 | сенатор-президент государства Сальвадор, ответственный за верховную исполнительную власть исп. Senador Presidente del Estado del Salvador, en ejercicio del Supremo Poder Ejecutivo | [ 88 ] [ 89 ]        |
| 13 (I)    |                 | Хуан Хосе Гусман (1797—1847) исп. Juan José Guzmán | 14 апреля 1842   | 20 сентября 1842 | [ комм. 64 ]                                                                                 | временный президент государства Сальвадор исп. Presidente provisorio del Estado del Salvador                                                                                        | [ 90 ]               |
| и. о.     |                 | Дионисио Вильякорта (?—1846) исп. Dionisio Villacorta | 30 июня 1842     | 19 июля 1842     | [ комм. 65 ]                                                                                 | сенатор, назначенный ответственным за исполнительную власть исп. Senador designado a cargo del Poder Ejecutivo                                                                      | [ 91 ] [ 92 ]        |
| и. о.     |                 | Хосе Эсколастико Марин (?—1846) исп. José Escolástico Marín | 19 июля 1842     | 20 сентября 1842 | [ комм. 66 ]                                                                                 | сенатор, назначенный ответственным за исполнительную власть исп. Senador designado a cargo del Poder Ejecutivo                                                                      | [ 88 ] [ 89 ]        |
| 13 (II)   |                 | Хуан Хосе Гусман (1797—1847) исп. Juan José Guzmán | 20 сентября 1842 | 1 февраля 1844   | [ комм. 68 ]                                                                                 | президент государства Сальвадор исп. Presidente del Estado del Salvador | [ 90 ]               |
| и. о.     |                 | Каетано Антонио Молина-и-Лара (1803—1873) исп. Cayetano Antonio Molina y Lara | 10 декабря 1843  | 20 декабря 1843  | [ комм. 70 ]                                                                                 | президент сената, ответственный за исполнительную власть исп. Presidente del senado, en ejercicio de Poder Ejecutivo                                                                | [ 93 ]               |
| и. о.     |                 | Педро Хосе Арсе-и-Фагоага (1801—1871) исп. Pedro José Arce y Fagoaga | 20 декабря 1843  | 1 февраля 1844   | [ комм. 71 ]                                                                                 | вице-президент государства Сальвадор, ответственный за исполнительную власть исп. Vicepresidente del Estado del Salvador, en ejercicio de Poder Ejecutivo                           | [ 87 ]               |
| и. о.     |                 | Фермин Паласиос Ульоа (?—?) исп. Fermín Palacios Ulloa | 1 февраля 1844   | 7 февраля 1844   | [ комм. 72 ]                                                                                 | сенатор-президент государства Сальвадор, ответственный за верховную исполнительную власть исп. Senador Presidente del Estado del Salvador, en ejercicio del Supremo Poder Ejecutivo | [ 94 ] [ 95 ]        |
| 14        |                 | Франсиско Малеспин Эррера (1806—1846) исп. Francisco Malespín Herrera | 7 февраля 1844   | 15 февраля 1845  | [ комм. 64 ]                                                                                 | президент государства Сальвадор исп. Presidente del Estado del Salvador | [ 75 ] [ 96 ]        |
| 15        |                 | Хоакин Эуфрасио Гусман Угальде Альварадо (1801—1875) исп. Joaquín Eufrasio Guzmán Ugalde Alvarado | 15 февраля 1845  | 1 февраля 1846   | [ комм. 73 ]                                                                                 | президент государства Сальвадор исп. Presidente del Estado del Salvador | [ 97 ] [ 98 ]        |
| и. о.     |                 | Фермин Паласиос Ульоа (?—?) исп. Fermín Palacios Ulloa | 1 февраля 1846   | 21 февраля 1846  | [ комм. 74 ]                                                                                 | сенатор-президент государства Сальвадор, ответственный за верховную исполнительную власть исп. Senador Presidente del Estado del Salvador, en ejercicio del Supremo Poder Ejecutivo | [ 94 ] [ 95 ]        |
| 16        |                 | Эухенио Агилар Гонсалес Батрес (1804—1879) исп. Eugenio Aguilar Gonzalez Batres | 21 февраля 1846  | 1 февраля 1848   | [ комм. 64 ]                                                                                 | президент государства Сальвадор исп. Presidente del Estado del Salvador | [ 99 ] [ 100 ]       |
| и. о.     |                 | Томас Медина Менендес (1803—1884) исп. Tomás Medina Menéndez | 1 февраля 1848   | 3 февраля 1848   | [ комм. 75 ]                                                                                 | сенатор-президент государства Сальвадор, ответственный за верховную исполнительную власть исп. Senador Presidente del Estado del Salvador, en ejercicio del Supremo Poder Ejecutivo | [ 101 ] [ 102 ]      |
| и. о.     |                 | Хосе Феликс Кирос Санчес (1811—1883) исп. José Félix Quirós Sánchez | 3 февраля 1848   | 7 февраля 1848   | [ комм. 76 ]                                                                                 | вице-президент государства Сальвадор, ответственный за верховную исполнительную власть исп. Vicepresidente del Estado del Salvador, en ejercicio del Supremo Poder Ejecutivo        | [ 103 ]              |
| 17 (I)    |                 | Доротео Васконселос Видес-и-Ладрон де Гевара (1803—1883) исп. Doroteo Vasconcelos Vides y Ladrón de Guevara                                                                                              | 7 февраля 1848   | 1 февраля 1850   | [ комм. 64 ]                                                                                 | президент государства Сальвадор исп. Presidente del Estado del Salvador | [ 80 ] [ 104 ]       |
| и. о.     |                 | Хосе Феликс Кирос Санчес (1811—1883) исп. José Félix Quirós Sánchez | 1 февраля 1850   | 4 февраля 1850   | [ комм. 77 ]                                                                                 | вице-президент государства Сальвадор, ответственный за верховную исполнительную власть исп. Vicepresidente del Estado del Salvador, en ejercicio del Supremo Poder Ejecutivo        | [ 103 ]              |
| 17 (II)   |                 | Доротео Васконселос Видес-и-Ладрон де Гевара (1803—1883) исп. Doroteo Vasconcelos Vides y Ladrón de Guevara                                                                                              | 4 февраля 1850   | 1 марта 1851     | [ комм. 64 ]                                                                                 | президент государства Сальвадор исп. Presidente del Estado del Salvador | [ 80 ] [ 104 ]       |
| и. о.     |                 | Франсиско Хавьер Дуэньяс Диас (1810—1884) исп. Francisco Javier Dueñas Díaz | 12 января 1851   | 1 марта 1851     | [ комм. 79 ]                                                                                 | сенатор, назначенный ответственным за исполнительную власть исп. Senador designado a cargo del Poder Ejecutivo                                                                      | [ 105 ] [ 106 ]      |
| и. о.     |                 | Хосе Феликс Кирос Санчес (1811—1883) исп. José Félix Quirós Sánchez | 1 марта 1851     | 3 мая 1851       | [ комм. 80 ]                                                                                 | вице-президент государства Сальвадор, ответственный за верховную исполнительную власть исп. Vicepresidente del Estado del Salvador, en ejercicio del Supremo Poder Ejecutivo        | [ 103 ]              |
| и. о.     |                 | Франсиско Хавьер Дуэньяс Диас (1810—1884) исп. Francisco Javier Dueñas Díaz | 3 мая 1851       | 30 января 1852   | [ комм. 81 ]                                                                                 | сенатор-президент государства Сальвадор, ответственный за верховную исполнительную власть исп. Senador Presidente del Estado del Salvador, en ejercicio del Supremo Poder Ejecutivo | [ 105 ] [ 106 ]      |
| и. о.     |                 | Хосе Мария Сан-Мартин-и-Фугон (1811—1857) исп. José María San Martín y Fugón | 30 января 1852   | 1 февраля 1852   | [ комм. 82 ]                                                                                 | сенатор, назначенный ответственным за верховную исполнительную власть исп. Senador designado a cargo del Supremo Poder Ejecutivo                                                    | [ 107 ] [ 108 ]      |
| 18 (I)    |                 | Франсиско Хавьер Дуэньяс Диас (1810—1884) исп. Francisco Javier Dueñas Díaz | 1 февраля 1852   | 1 февраля 1854   | [ комм. 64 ]                                                                                 | президент государства Сальвадор исп. Presidente del Estado del Salvador | [ 105 ] [ 106 ]      |
| и. о.     |                 | Висенте Гомес (?—?) исп. Vicente Gómez | 1 февраля 1854   | 15 февраля 1854  | [ комм. 83 ]                                                                                 | сенатор-президент государства Сальвадор, ответственный за верховную исполнительную власть исп. Senador Presidente del Estado del Salvador, en ejercicio del Supremo Poder Ejecutivo | [ 109 ]              |
| 19        |                 | Хосе Мария Сан-Мартин-и-Фугон (1811—1857) исп. José María San Martín y Fugón | 15 февраля 1854  | 1 февраля 1856   | [ комм. 64 ]                                                                                 | президент государства Сальвадор исп. Presidente del Estado del Salvador | [ 107 ] [ 108 ]      |
| и. о.     |                 | Франсиско Хавьер Дуэньяс Диас (1810—1884) исп. Francisco Javier Dueñas Díaz | 1 февраля 1856   | 12 февраля 1856  | [ комм. 84 ]                                                                                 | вице-президент государства Сальвадор, ответственный за верховную исполнительную власть исп. Vicepresidente del Estado del Salvador, en ejercicio del Supremo Poder Ejecutivo        | [ 105 ] [ 106 ]      |
| 20        |                 | Рафаэль Кампо Помар (1813—1890) исп. Rafael Campo Pomar | 12 февраля 1856  | 1 февраля 1858   | [ комм. 64 ]                                                                                 | президент государства Сальвадор исп. Presidente del Estado del Salvador | [ 110 ] [ 111 ]      |
| и. о.     |                 | Франсиско Хавьер Дуэньяс Диас (1810—1884) исп. Francisco Javier Dueñas Díaz | 12 мая 1858      | 19 июля 1858     | [ комм. 85 ]                                                                                 | вице-президент государства Сальвадор, ответственный за исполнительную власть исп. Vicepresidente del Estado del Salvador, en ejercicio del Poder Ejecutivo                          | [ 105 ] [ 106 ]      |
| и. о.     |                 | Лоренсо Сепеда (?—1859) исп. Lorenzo Zepeda | 1 февраля 1858   | 7 февраля 1858   | [ комм. 86 ]                                                                                 | сенатор-президент государства Сальвадор, ответственный за верховную исполнительную власть исп. Senador Presidente del Estado del Salvador, en ejercicio del Supremo Poder Ejecutivo | [ 112 ] [ 113 ]      |
| 21        |                 | Мигель Сантин дель Кастильо-и-Барроэта (1830—1880) исп. Miguel Santín del Castillo y Barroeta | 7 февраля 1858   | 1 февраля 1860   | [ комм. 64 ]                                                                                 | президент государства Сальвадор исп. Presidente del Estado del Salvador | [ 114 ] [ 115 ]      |
| и. о.     |                 | Хосе Херардо Барриос Эспиноса (1813—1865) исп. José Gerardo Barrios Espinoza | 24 июня 1858     | 18 сентября 1858 | [ комм. 88 ]                                                                                 | сенатор, назначенный ответственным за исполнительную власть исп. Senador designado a cargo del Poder Ejecutivo                                                                      | [ 116 ] [ 117 ]      |
| и. о.     |                 | Хоакин Эуфрасио Гусман Угальде Альварадо (1801—1875) исп. Joaquín Eufrasio Guzmán Ugalde Alvarado | 24 января 1859   | 15 февраля 1859  | [ комм. 89 ]                                                                                 | вице-президент Республики Сальвадор, ответственный за исполнительную власть исп. Vicepresidente de la República del Salvador, en ejercicio del Poder Ejecutivo                      | [ 97 ] [ 98 ]        |
| и. о.     |                 | Хосе Мария Перальта (1807—1883) исп. José María Peralta | 15 февраля 1859  | 12 марта 1859    | [ комм. 90 ]                                                                                 | сенатор-президент Республики Сальвадор, ответственный за исполнительную власть исп. Senador Presidente de la República del Salvador, en ejercicio del Poder Ejecutivo               | [ 118 ] [ 119 ]      |
| и. о.     |                 | Хосе Херардо Барриос Эспиноса (1813—1865) исп. José Gerardo Barrios Espinoza | 12 марта 1859    | 1 февраля 1860   | [ комм. 91 ]                                                                                 | сенатор-президент Республики Сальвадор, ответственный за исполнительную власть исп. Senador Presidente de la República del Salvador, en ejercicio del Poder Ejecutivo               | [ 116 ] [ 117 ]      |

## Первые годы республики (1860—1876)
После учреждения в 1859 году поста президента республики первым 1 февраля 1860 года на него вступил генерал Херардо Барриос, избранный на пять лет. Лишённые им полномочий в 1859 году Мигель Сантин дель Кастильо и Хоакин Эуфрасио Гусман, покинувшие страну, стремились к организации иностранной интервенции, с целью предотвращения которой Барриос совершил в конце 1860 — начале 1861 годов поездку в Гватемалу, возглавляемую Рафаэлем Каррерой, однако его стремление к возрождению центральноамериканской федерации привели войне, начавшейся с гватемальского вторжения, отражённого в сражении при Коатепеке 22—24 февраля 1863 года. В июне начала наступление Никарагуа (через территорию Гондураса), в июле его возобновила Гватемала; осаждённый с 30 сентября Сан-Сальвадор пал 26 октября, скрывшийся Барриос бежал из страны, однако в 1865 году был экстрадирован из Никарагуа и расстрелян. С началом войны оппозиция провозгласила 10 июля 1863 года в Санта-Ане временным президентом Франсиско Дуэньяса Диаса. 19 марта 1864 года была принята утвердившая провозглашение республики конституция, установившая четырёхлетний президентский срок.
15 апреля 1871 года военный министр Сантьяго Гонсалес Портильо низложил Дуэньяса, став временным президентом. Созванная по его инициативе конституционная ассамблея утвердила 16 октября 1871 года новую конституцию, вновь снизившую срок президентских полномочий до двух лет и избравшую Портильо конституционным президентом. С 1 мая по 9 июля 1872 года он передал полномочия вице-президенту Мануэлю Мендесу и возглавил сальвадорский контингент, совместно с Гватемалой свергнувший гондурасского президента Хосе Марию Медину. По возвращении Портильо вновь созвал конституционную ассамблею, утвердившую новую конституцию и увеличившую срок его полномочий до 4 лет (без права немедленного переизбрания). Кроме того, был установлен порядок замещения поста президента одним из трёх заранее назначенных из числа сенаторов заместителей (исп. Designado). В 1876 году президентом был избран Андрес дель Валье, вынужденный оставить пост 1 мая 1876 года по условиям мирного договора с гватемальским президентом Хусто Руфино Барриосом Ауйоном, разгромившим сальвадорцев из опасения их поддержки его политическим противникам.
Курсивом и серым цветом выделены даты начала и окончания полномочий лиц, временно замещавших действующего главу государства, либо возглавляющих альтернативные правительства, контролирующих значительную территорию.
|           | Портрет         | Имя (годы жизни)                                                             | Полномочия      | Полномочия      | Выборы                                                                                           | Должность | Пр.             |
| Начало    | Портрет         | Имя (годы жизни)                                                             | Окончание       |                 | Выборы                                                                                           | Должность | Пр.             |
| --------- | --------------- | ---------------------------------------------------------------------------- | --------------- | --------------- | ------------------------------------------------------------------------------------------------ | --- | --------------- |
| 22        |                 | Хосе Херардо Барриос Эспиноса (1813—1865) исп. José Gerardo Barrios Espinoza | 1 февраля 1860  | 26 октября 1863 | [ комм. 64 ]                                                                                     | президент Республики Сальвадор исп. Presidente de la República del Salvador                                                                                   | [ 116 ] [ 117 ] |
| и. о.     |                 | Хосе Мария Перальта (1807—1883) исп. José María Peralta                      | 16 декабря 1860 | 7 февраля 1861  | [ комм. 93 ]                                                                                     | сенатор, назначенный ответственным за исполнительную власть исп. Senador designado a cargo del Poder Ejecutivo                                                | [ 118 ] [ 119 ] |
| —         |                 | Франсиско Хавьер Дуэньяс Диас (1810—1884) исп. Francisco Javier Dueñas Díaz  | 10 июля 1863    | 26 октября 1863 | [ комм. 94 ]                                                                                     | временный президент Республики Сальвадор (в Санта-Ане) исп. Presidente provisorio de la República del Salvador (en Santa Ana)                                 | [ 105 ] [ 106 ] |
| 23 (I—II) | 26 октября 1863 | Франсиско Хавьер Дуэньяс Диас (1810—1884) исп. Francisco Javier Dueñas Díaz  | 1 февраля 1865  | [ комм. 95 ]    | временный президент Республики Сальвадор исп. Presidente provisorio de la República del Salvador | | [ 105 ] [ 106 ] |
| 23 (I—II) | 1 февраля 1865  | Франсиско Хавьер Дуэньяс Диас (1810—1884) исп. Francisco Javier Dueñas Díaz  | 15 апреля 1871  | [ комм. 64 ]    | президент Республики Сальвадор исп. Presidente de la República del Salvador                      | | [ 105 ] [ 106 ] |
| 24 (I—II) |                 | Сантьяго Гонсалес Портильо (1818—1887) исп. Santiago González Portillo       | 15 апреля 1871  | 1 февраля 1872  | [ комм. 96 ]                                                                                     | временный президент Республики Сальвадор исп. Presidente provisorio de la República del Salvador                                                              | [ 126 ] [ 127 ] |
| 24 (I—II) | 1 февраля 1872  | Сантьяго Гонсалес Портильо (1818—1887) исп. Santiago González Portillo       | 1 февраля 1876  | [ комм. 97 ]    | президент Республики Сальвадор исп. Presidente de la República del Salvador                      | | [ 126 ] [ 127 ] |
| и. о.     |                 | Мануэль Мендес (?—1872) исп. Manuel Méndez                                   | 1 мая 1872      | 9 июля 1872     | [ комм. 98 ]                                                                                     | вице-президент Республики Сальвадор, ответственный за исполнительную власть исп. Vicepresidente de la República del Salvador, en ejercicio de Poder Ejecutivo | [ 128 ]         |
| 25        |                 | Андрес дель Валье Родригес (1833—1888) исп. Andrés del Valle Rodríguez       | 1 февраля 1876  | 1 мая 1876      | [ комм. 64 ]                                                                                     | президент Республики Сальвадор исп. Presidente de la República del Salvador                                                                                   | [ 124 ] [ 129 ] |

## «Кофейная республика» (1876—1931)
Президент Рафаэль Сальдивар, вступивший на пост после отставки Андреса дель Валье 1 мая 1876 года, в 1881 и 1882 годах утвердил ряд законов, отменивших систему общинных земель и эхидо, существовавшую в Сальвадоре с колониальных времён, что фактически позволило нескольким семьям стать собственниками большей части сельскохозяйственных земель, создав условия для их доминирования в политической жизни страны, период которого получил название «кофейная республика» (исп. La República Cafetalera).
16 февраля 1880 года созванный Сальдиваром конституционный конгресс принял новую конституцию и позже избрал его на новый президентский срок. Новая конституционная ассамблея утвердила обновлённую конституцию уже 6 декабря 1883 года; её авторитарность вызвала широкие протесты, 15 мая 1885 года в Санта-Ане Франсиско Менендес поднял восстание. Чтобы избежать гражданской войны Сальдивар передал полномочия второму из назначенных заместителей (исп. Segundo Designado) Фернандо Фигероа, который, исчерпав свои возможности в урегулировании, передал их 19 июня 1885 года третьему из назначенных заместителей (исп. Tercer Designado) Хосе Росалесу, а тот через три дня — Менендесу.
Созванный в 1886 году Национальный конституционный конгресс утвердил 13 августа 1886 года новую конституцию, перенёсшую начало исчисления президентского срока на 1 марта, и избрал Менендеса конституционным президентом. 22 июня 1890 года он был свергнут генералом Карлосом Эсетой и скончался в тот же день от инфаркта. Начиная с 1890 года периодически в официальных документах стало использоваться наименование страны Республика Эль-Сальвадор (исп. República de El Salvador), однако оно не было юридически закреплено до 1915 года. 28 апреля 1894 года из Гватемалы в страну вернулись оппозиционеры, положив начало движению, ставшему известным как Революция Сорока четырёх; 30 апреля муниципалитет Санта-Аны провозгласил одного из лидеров восстания Рафаэля Антонио Гутьерреса временным президентом. После ряда поражений Эсета 9 июня 1894 года отплыл на пароходе из Ла-Либертада в Коста-Рику (вскоре американская канонерская лодка там же взяла на борт являвшегося вице-президентом его брата Антонио); на следующий день Гутьеррес вошёл в столицу, а 1 марта следующего года стал конституционным президентом.
20 июня 1895 года Никарагуа, Гондурас и Сальвадор сделали новую попытку объединения, подписав Пакт Амапалы (по названию гондурасского города Амапала, места его подписания, ставшего столицей нового союза трёх государств). Ратификация документа и создание союза, получившего название Великая Республика Центральной Америки (исп. República Mayor de Centro América), были завершены 15 сентября 1896 года; в тот же день начал работу коллегиальный орган исполнительной власти — Дьета (исп. Dieta) в составе трёх представителей каждого из государств-членов; через два дня по решению дьеты члены союза отказались от включения слова «республика» в свои наименования (предписав использование слова «государство, штат», исп. Estado). 27 августа 1898 года Генеральная ассамблея (исп. Asamblea General) утвердила Политическую конституцию Соединённых Штатов Центральной Америки (исп. Costitución política de los Estados Unidos de Centro América), после ратификации вступившую в силу 1 ноября 1898 года. Коллегиальным органом исполнительной власти Соединённых Штатов Центральной Америки (исп. Estados Unidos de Centroamérica) стал Федеральный исполнительный совет (исп. Consejo Ejecutivo Federal); главы государств союза стали именоваться губернаторами (исп. Gobernador). Однако в течение месяца союз был прекращён: 25 ноября 1898 года о выходе из него своей страны объявил совершивший военный переворот в Эль-Сальвадоре Томас Регаладо, 29 ноября 1898 года его примеру последовал Гондурас, в связи с чем на следующий день Исполнительный совет заявил о роспуске федерации; 1 декабря 1898 года это было признано Никарагуа.
После получения Регаладо конституционного статуса в 1899 году вплоть до смертельного ранения 4 февраля 1913 года Мануэля Араухо президентские полномочия переходили в установленном электоральном порядке. Карлос Мелендес, получивший полномочия после смерти Регаладо как первый из назначенных заместителей (исп. Primer Designado), восстановил политическую традицию и стал первым представителем Национальной демократической партии, управлявшей страной до 1931 года.
Последняя по времени попытка создать единое государство в Центральной Америке была предпринята в период с июня 1921 года по январь 1922 года. 19 января 1921 года в коста-риканской столице Сан-Хосе представители Гватемалы, Гондураса, Коста-Рики и Эль-Сальвадора подписали договор о создании новой Федерации Центральной Америки (исп. Federación de Centroamérica). Соглашение было ратифицировано 3 февраля Гондурасом, 25 февраля Сальвадором и 9 апреля Гватемалой и вступило в силу 13 июня 1921 года (в Коста-Рике процедура была отложена). В гондурасской столице Тегусигальпе в тот же день начал работу Временный федеральный совет (исп. Consejo Federal Provisional) во главе с Хосе Висенте Мартинесом. 9 сентября 1921 года Национальная конституционная ассамблея делегатов трёх государств обнародовала Политическую конституцию Республики Центральной Америки (исп. Constitución Política de la República de Centroamérica), после её вступления в силу 1 октября 1921 года федерация стала назваться Республика Центральной Америки (исп. República de Centro América). Вскоре началась дезинтеграция союза: 14 января 1922 года о прекращении своего членства в нём заявила Гватемала, 29 января прекратил работу федеральный совет, 4 февраля из федерации вышел Эль-Сальвадор и 7 февраля — Гондурас.
Попытка победившего на выборах 1931 года Артуро Араухо Фухардо, создавшего Лейбористскую партию, осуществить земельную реформу, привела к его свержению спустя девять месяцев военными, создавшими Гражданский директорат (исп. Directorio cívico).
Курсивом и серым цветом выделены даты начала и окончания полномочий лиц, временно замещавших действующего главу государства, либо возглавляющих альтернативные правительства, контролирующих значительную территорию.
|              | Портрет          | Имя (годы жизни)                                                                                  | Полномочия       | Полномочия      | Партия                              | Выборы | Должность | Пр.             |
| Начало       | Портрет          | Имя (годы жизни)                                                                                  | Окончание        |                 | Партия                              | Выборы | Должность | Пр.             |
| ------------ | ---------------- | ------------------------------------------------------------------------------------------------- | ---------------- | --------------- | ----------------------------------- | --- | --- | --------------- |
| 26 (I—IV)    |                  | Рафаэль Сальдивар-и-Ласо (1834—1903) исп. Rafael Zaldívar y Lazo                                  | 1 мая 1876       | 19 июля 1876    | независимый                         | [ комм. 100 ] | временный президент Республики Сальвадор исп. Presidente provisorio de la República del Salvador                                  | [ 146 ] [ 147 ] |
| 26 (I—IV)    | 19 июля 1876     | Рафаэль Сальдивар-и-Ласо (1834—1903) исп. Rafael Zaldívar y Lazo                                  | 2 февраля 1880   | [ комм. 64 ]    | независимый                         | конституционный президент Республики Сальвадор исп. Presidente constitucional de la República del Salvador                                 | | [ 146 ] [ 147 ] |
| 26 (I—IV)    | 2 февраля 1880   | Рафаэль Сальдивар-и-Ласо (1834—1903) исп. Rafael Zaldívar y Lazo                                  | 25 февраля 1880  | [ комм. 101 ]   | независимый                         | временный президент Республики Сальвадор исп. Presidente provisorio de la República del Salvador                                           | | [ 146 ] [ 147 ] |
| 26 (I—IV)    | 25 февраля 1880  | Рафаэль Сальдивар-и-Ласо (1834—1903) исп. Rafael Zaldívar y Lazo                                  | 19 мая 1885      | [ комм. 101 ]   | независимый                         | конституционный президент Республики Сальвадор исп. Presidente constitucional de la República del Salvador                                 | | [ 146 ] [ 147 ] |
| и. о.        |                  | Анхель Гирола (1826—1910) исп. Ángel Guirola                                                      | 6 апреля 1884    | 21 августа 1884 | независимый                         | [ комм. 103 ] | первый из назначенных заместителей, ответственный за исполнительную власть исп. Primer Designado, en ejercicio de Poder Ejecutivo | [ 148 ] [ 149 ] |
| 27 (I)       |                  | Фернандо Фигероа (1849—1919) исп. Fernando Figueroa                                               | 19 мая 1885      | 18 июня 1885    | независимый                         | [ комм. 105 ] | конституционный президент Республики Сальвадор исп. Presidente constitucional de la República del Salvador                        | [ 150 ] [ 151 ] |
| 28           |                  | Хосе Росалес Эррадор (1827—1891) исп. José Rosales Herrador                                       | 18 июня 1885     | 22 июня 1885    | независимый                         | [ комм. 107 ] | конституционный президент Республики Сальвадор исп. Presidente constitucional de la República del Salvador                        | [ 152 ] [ 153 ] |
| —            |                  | Франсиско Менендес Вальдивьесо (1830—1890) исп. Francisco Menéndez Valdivieso                     | 15 мая 1885      | 22 июня 1885    | независимый                         | [ комм. 108 ] | временный президент Республики Сальвадор (в Санта-Ане) исп. Presidente provisorio de la República del Salvador (en Santa Ana)     | [ 154 ] [ 155 ] |
| 29 (I—II)    | 22 июня 1885     | Франсиско Менендес Вальдивьесо (1830—1890) исп. Francisco Menéndez Valdivieso                     | 1 марта 1887     | [ комм. 109 ]   | независимый                         | временный президент Республики Сальвадор исп. Presidente provisorio de la República del Salvador                                           | | [ 154 ] [ 155 ] |
| 29 (I—II)    | 1 марта 1887     | Франсиско Менендес Вальдивьесо (1830—1890) исп. Francisco Menéndez Valdivieso                     | 22 июня 1890     | [ комм. 111 ]   | независимый                         | конституционный президент Республики Сальвадор исп. Presidente constitucional de la República del Salvador                                 | | [ 154 ] [ 155 ] |
| 30 (I—II)    |                  | Карлос Базилио Эсета-и-де Леон (1852—1903) исп. Carlos Basilio Ezeta y de León                    | 22 июня 1890     | 1 марта 1891    | независимый                         | [ комм. 112 ] | временный президент Республики Сальвадор исп. Presidente provisorio de la República del Salvador                                  | [ 156 ] [ 157 ] |
| 30 (I—II)    | 1 марта 1891     | Карлос Базилио Эсета-и-де Леон (1852—1903) исп. Carlos Basilio Ezeta y de León                    | 9 июня 1894      | [ комм. 64 ]    | независимый                         | конституционный президент Республики Сальвадор исп. Presidente constitucional de la República del Salvador                                 | | [ 156 ] [ 157 ] |
| —            |                  | Рафаэль Антонио Гутьеррес (1845—1921) исп. Rafael Antonio Gutiérrez                               | 30 апреля 1894   | 10 июня 1894    | независимый                         | [ комм. 115 ] | временный президент Республики Сальвадор (в Санта-Ане) исп. Presidente provisorio de la República del Salvador (en Santa Ana)     | [ 158 ] [ 159 ] |
| 31 (I—IV)    | 10 июня 1894     | Рафаэль Антонио Гутьеррес (1845—1921) исп. Rafael Antonio Gutiérrez                               | 1 марта 1895     | [ комм. 116 ]   | независимый                         | временный президент Республики Сальвадор исп. Presidente provisorio de la República del Salvador                                           | | [ 158 ] [ 159 ] |
| 31 (I—IV)    | 1 марта 1895     | Рафаэль Антонио Гутьеррес (1845—1921) исп. Rafael Antonio Gutiérrez                               | 17 сентября 1896 | [ комм. 64 ]    | независимый                         | конституционный президент Республики Сальвадор исп. Presidente constitucional de la República del Salvador                                 | | [ 158 ] [ 159 ] |
| 31 (I—IV)    | 17 сентября 1896 | Рафаэль Антонио Гутьеррес (1845—1921) исп. Rafael Antonio Gutiérrez                               | 1 ноября 1898    | [ комм. 117 ]   | независимый                         | президент государства Сальвадор исп. Presidente del Estado del Salvador                                                                    | | [ 158 ] [ 159 ] |
| 31 (I—IV)    | 1 ноября 1898    | Рафаэль Антонио Гутьеррес (1845—1921) исп. Rafael Antonio Gutiérrez                               | 13 ноября 1898   | [ комм. 119 ]   | независимый                         | губернатор государства Сальвадор исп. Gobernador del Estado del Salvador                                                                   | | [ 158 ] [ 159 ] |
| 32 (I—II)    |                  | Томас Эркулано де Хесус Регаладо Ромеро (1861—1906) исп. Tomás Herculano de Jesús Regalado Romero | 13 ноября 1898   | 1 марта 1899    | независимый                         | [ комм. 120 ] | временный президент Республики Сальвадор исп. Presidente provisorio de la República del Salvador                                  | [ 160 ] [ 161 ] |
| 32 (I—II)    | 1 марта 1899     | Томас Эркулано де Хесус Регаладо Ромеро (1861—1906) исп. Tomás Herculano de Jesús Regalado Romero | 1 марта 1903     | [ комм. 64 ]    | независимый                         | конституционный президент Республики Эль-Сальвадор исп. Presidente constitucional de la República de El Salvador                           | | [ 160 ] [ 161 ] |
| 33           |                  | Педро Хосе Эскалон (1847—1923) исп. Pedro José Escalón                                            | 1 марта 1903     | 1 марта 1907    | независимый                         | конституционный президент Республики Эль-Сальвадор исп. Presidente constitucional de la República de El Salvador                           | 1903 | [ 162 ] [ 163 ] |
| 27 (II)      |                  | Фернандо Фигероа (1849—1919) исп. Fernando Figueroa                                               | 1 марта 1907     | 1 марта 1911    | независимый                         | конституционный президент Республики Эль-Сальвадор исп. Presidente constitucional de la República de El Salvador                           | 1907 | [ 150 ] [ 151 ] |
| 34           |                  | Мануэль Энрике Араухо Родригес (1865—1913) исп. Manuel Enrique Araujo Rodríguez                   | 1 марта 1911     | 9 февраля 1913  | независимый                         | конституционный президент Республики Эль-Сальвадор исп. Presidente constitucional de la República de El Salvador                           | 1911 | [ 164 ] [ 165 ] |
| 35 (I—II)    |                  | Карлос Мелендес Рамирес (1861—1919) исп. Carlos Meléndez Ramirez                                  | 9 февраля 1913   | 1 марта 1915    | Национальная демократическая партия | конституционный президент Республики Эль-Сальвадор исп. Presidente constitucional de la República de El Salvador                           | [ комм. 122 ] | [ 166 ] [ 167 ] |
| 35 (I—II)    | 1 марта 1915     | Карлос Мелендес Рамирес (1861—1919) исп. Carlos Meléndez Ramirez                                  | 1 марта 1919     | 1915            | Национальная демократическая партия | конституционный президент Республики Эль-Сальвадор исп. Presidente constitucional de la República de El Salvador                           | | [ 166 ] [ 167 ] |
| и. о. (I—II) |                  | Альфонсо Киньонес Молина (1874—1950) исп. Alfonso Quiñónez Molina                                 | 29 августа 1914  | 1 марта 1915    | Национальная демократическая партия | [ комм. 123 ] | первый из назначенных заместителей, ответственный за исполнительную власть исп. Primer Designado, en ejercicio de Poder Ejecutivo | [ 168 ] [ 169 ] |
| и. о. (I—II) | 21 декабря 1918  | Альфонсо Киньонес Молина (1874—1950) исп. Alfonso Quiñónez Molina                                 | 1 марта 1919     | [ комм. 124 ]   | Национальная демократическая партия | конституционный вице-президент, ответственный за исполнительную власть исп. Vicepresidente constitucional, en ejercicio de Poder Ejecutivo | | [ 168 ] [ 169 ] |
| 36 (I—III)   |                  | Хорхе Мелендес Рамирес (1871—1953) исп. Jorge Meléndez Ramírez                                    | 1 марта 1919     | 1 октября 1921  | Национальная демократическая партия | 1919 | конституционный президент Республики Эль-Сальвадор исп. Presidente constitucional de la República de El Salvador                  | [ 170 ] [ 171 ] |
| 36 (I—III)   | 1 октября 1921   | Хорхе Мелендес Рамирес (1871—1953) исп. Jorge Meléndez Ramírez                                    | 4 февраля 1922   | [ комм. 125 ]   | Национальная демократическая партия | глава государства Эль-Сальвадор исп. Jefe del Estado de El Salvador                                                                        | | [ 170 ] [ 171 ] |
| 36 (I—III)   | 4 февраля 1922   | Хорхе Мелендес Рамирес (1871—1953) исп. Jorge Meléndez Ramírez                                    | 1 марта 1923     | [ комм. 126 ]   | Национальная демократическая партия | конституционный президент Республики Эль-Сальвадор исп. Presidente constitucional de la República de El Salvador                           | | [ 170 ] [ 171 ] |
| 37           |                  | Альфонсо Киньонес Молина (1874—1950) исп. Alfonso Quiñónez Molina                                 | 1 марта 1923     | 1 марта 1927    | Национальная демократическая партия | конституционный президент Республики Эль-Сальвадор исп. Presidente constitucional de la República de El Salvador                           | 1923 | [ 168 ] [ 169 ] |
| 38           |                  | Пио Ромеро Боске (1860—1935) исп. Pío Romero Bosque                                               | 1 марта 1927     | 1 марта 1931    | Национальная демократическая партия | конституционный президент Республики Эль-Сальвадор исп. Presidente constitucional de la República de El Salvador                           | 1927 | [ 172 ] [ 173 ] |
| 39           |                  | Артуро Араухо Фухардо (1878—1967) исп. Arturo Araujo Fujardo                                      | 1 марта 1931     | 2 декабря 1931  | Лейбористская партия                | конституционный президент Республики Эль-Сальвадор исп. Presidente constitucional de la República de El Salvador                           | 1931 | [ 174 ] [ 175 ] |

## Период военного авторитаризма (1931—1979)
Свергнувшие 2 декабря 1931 года Артуро Араухо военные, создавшие Гражданский директорат (исп. Directorio cívico), 4 декабря 1931 года передали полномочия Максимилиано Эрнандесу Мартинесу, установившему авторитарный режим; созданная им Национальная партия «За Отечество» была объявлена единственной легальной политической силой. 20 января 1939 года Национальная конституционная ассамблей утвердила новую конституцию, увеличившую срок президентских полномочий до шести лет с началом отсчёта 1 января года, следующего за выборами. Был установлен переходный период, по которому срок полномочий действующего президента завершался 1 января 1945 года; однако результаты проведённых в январе безальтернативных выборов не были опубликованы, на фоне массовых выступлений студенчества, армии и оппозиционных политических групп Мартинес подал 9 мая 1944 года в отставку. Являвшийся вице-президентом Андрес Игнасио Менендес, став преемником, отказался гарантировать победу сторонникам Мартинеса и был отстранён военными, передавшими президентский пост Осмину Агирре-и-Салинасу, кандидат которого Сальвадор Кастанеда Кастро победил с почти стопроцентным результатом. Введённое им чрезвычайное положение и стремление добиться своего переизбрания привели к военному перевороту, в результате которого был создан Революционный правящий совет, добившийся принятия новой конституции, перенёсшей дату исчисления шестилетнего президентского срока на 14 сентября. После вступления 8 сентября 1950 года её в силу Революционный правящий совет передал полномочия избранному в марте 1950 года президентом Оскару Осорио. Как и на предыдущих, к участию в выборах 1956 года не были допущены большинство партий, в итоге преемник Осорио Хосе Мария Лемус Лопес был свергнут 26 октября 1960 года под лозунгами соблюдения конституции 1950 года и выборного законодательства. Пришедшая к власти Правительственная хунта состояла в основном из гражданских лиц, однако 25 января 1961 года была свергнута Военно-гражданской директорией, созвавшей конституционную ассамблею, утвердившую 8 января 1962 года новую конституцию, снизившую срок президентских полномочий до пяти лет и перенёсшей дату его исчисления на 1 июля; после вступления конституции в силу директория передала полномочия назначенному временным президентом Эусебио Родольфо Кордону Сеа. После победы на выборах 1962 года Эусебио Родольфо Кордон Сеа установленный электоральный порядок исполнялся до революционных событий 1979 года и последовавшей гражданской войны.
Курсивом и серым цветом выделены даты начала и окончания полномочий лиц, временно замещавших действующего главу государства, либо возглавляющих альтернативные правительства, контролирующих значительную территорию.
|           | Портрет      | Имя (годы жизни) | Полномочия       | Полномочия       | Партия                                            | Выборы | Должность | Пр.             |
| Начало    | Портрет      | Имя (годы жизни) | Окончание        |                  | Партия                                            | Выборы | Должность | Пр.             |
| --------- | ------------ | --- | ---------------- | ---------------- | ------------------------------------------------- | --- | --- | --------------- |
| —         |              | Гражданский директорат в составе: Хоакин Вальдес исп. Joaquín Valdés Хуан Висенте Видаль исп. Juan Vicente Vidal Осмин Агирре-и-Салинас исп. Osmín Aguirre y Salinas Мануэль Урбина исп. Manuel Urbina Виситасьон Антонио Пачеко исп. Visitación Antonio Pacheco Хоакин Кастро Канисалес исп. Joaquín Castro Canizales Карлос Родригес исп. Carlos Rodríguez Хулио Каньяс исп. Julio Cañas Хосе Алонсо Уэсо исп. José Alonso Huezo Мигель Эрнандес Салданья исп. Miguel Hernández Saldaña Эктор Монтальво исп. Héctor Montalvo Хуан Рамон Муньес исп. Juan Ramón Muñéz | 2 декабря 1931   | 4 декабря 1931   | военные                                           | [ комм. 129 ] | Гражданский директорат исп. Directorio cívico                                                                                     | [ 145 ]         |
| 40 (I—IV) |              | Максимилиано Эрнандес Мартинес (1882—1966) исп. Maximiliano Hernández Martínez | 4 декабря 1931   | 1 марта 1935     | Национальная партия «За Отечество»                | [ комм. 130 ] | конституционный президент Республики Эль-Сальвадор исп. Presidente constitucional de la República de El Salvador                  | [ 182 ] [ 183 ] |
| 40 (I—IV) | 1 марта 1935 | Максимилиано Эрнандес Мартинес (1882—1966) исп. Maximiliano Hernández Martínez | 1 марта 1939     | 1935             | Национальная партия «За Отечество»                | | конституционный президент Республики Эль-Сальвадор исп. Presidente constitucional de la República de El Salvador                  | [ 182 ] [ 183 ] |
| 40 (I—IV) | 1 марта 1939 | Максимилиано Эрнандес Мартинес (1882—1966) исп. Maximiliano Hernández Martínez | 9 мая 1944       | 1939 1944        | Национальная партия «За Отечество»                | | конституционный президент Республики Эль-Сальвадор исп. Presidente constitucional de la República de El Salvador                  | [ 182 ] [ 183 ] |
| и. о.     |              | Андрес Игнасио Менендес (1879—1962) исп. Andrés Ignacio Menéndez | 29 августа 1934  | 1 марта 1935     | Национальная партия «За Отечество»                | [ комм. 133 ] | первый из назначенных заместителей, ответственный за исполнительную власть исп. Primer Designado, en ejercicio de Poder Ejecutivo | [ 184 ] [ 185 ] |
| 41        | 9 мая 1944   | Андрес Игнасио Менендес (1879—1962) исп. Andrés Ignacio Menéndez | 21 октября 1944  | [ комм. 135 ]    | Национальная партия «За Отечество»                | временный конституционный президент Республики Эль-Сальвадор исп. Presidente constitucional provisorio de la República de El Salvador | | [ 184 ] [ 185 ] |
| 42        |              | Осмин Агирре-и-Салинас (1889—1977) исп. Osmín Aguirre y Salinas | 21 октября 1944  | 1 марта 1945     | военный                                           | [ комм. 136 ] | временный президент Республики Эль-Сальвадор исп. Presidente provisorio de la República de El Salvador                            | [ 186 ] [ 187 ] |
| 43        |              | Сальвадор Кастанеда Кастро (1888—1965) исп. Salvador Castaneda Castro | 1 марта 1945     | 14 декабря 1948  | Партия социал-демократического объединения        | 1945 | конституционный президент Республики Эль-Сальвадор исп. Presidente constitucional de la República de El Salvador                  | [ 188 ] [ 189 ] |
| —         |              | Революционный правящий совет в составе: Умберто Коста исп. Humberto Costa Оскар Адан Боланьос исп. Óscar Adán Bolaños Мануэль де Хесус Кордова исп. Manuel de Jesús Córdova (до 4 января 1949 года) Оскар Осорио Эрнандес исп. Óscar Osorio Hernández (до 22 октября 1949 года) Рейнальдо Галиндо Поль исп. Reynaldo Galindo Pohl (до 22 октября 1949 года) | 14 декабря 1948  | 14 сентября 1950 | военные                                           | [ комм. 139 ] | Революционный правящий совет Республики Эль-Сальвадор исп. Consejo de Gobierno revolucionario de la República de El Salvador      | [ 179 ]         |
| 44        |              | Оскар Осорио Эрнандес (1910—1969) исп. Óscar Osorio Hernández | 14 сентября 1950 | 14 сентября 1956 | Революционная партия демократического объединения | 1950 | конституционный президент Республики Эль-Сальвадор исп. Presidente constitucional de la República de El Salvador                  | [ 190 ] [ 191 ] |
| 45        |              | Хосе Мария Лемус Лопес (1911—1993) исп. José Maria Lemus López | 14 сентября 1956 | 26 октября 1960  | Революционная партия демократического объединения | 1956 | конституционный президент Республики Эль-Сальвадор исп. Presidente constitucional de la República de El Salvador                  | [ 192 ] [ 193 ] |
| —         |              | Правительственная хунта в составе: Рикардо Фалья Касерес исп. Ricardo Falla Cáceres Рене Фортин Маганья исп. Rene Fortín Magaña Фабио Кастильо Фигероа исп. Fabio Castillo Figueroa Сесар Янес Уриас исп. César Yanes Urías Мигель Анхель Кастильо Мальдонадо исп. Miguel Ángel Castillo Рубен Алонсо Росалес исп. Rubén Alonso Rosales | 26 октября 1960  | 25 января 1961   | военные и гражданские лица                        | [ комм. 142 ] | Правительственная хунта Эль-Сальвадора исп. Junta de Gobierno de El Salvador                                                      | [ 176 ]         |
| —         |              | Военно-гражданская директория в составе: Хулио Адальберто Ривера Карбальо (до 11 сентября 1961 года) исп. Julio Adalberto Rivera Carballo Анибаль Портильо исп. Aníbal Portillo Фелисиано Авелар исп. Feliciano Avelar Хосе Антонио Родригес Порт (до 6 апреля 1961 года) исп. José Antonio Rodríguez Porth Хосе Франсиско Валиенте Салазар (до 6 апреля 1961 года) исп. José Francisco Valiente Salazar Рубен Алонсо Росалес исп. Rubén Alonso Rosales Мариано Кастро Моран (с 11 сентября 1961 года) исп. Mariano Castro Morán                                       | 25 января 1961   | 25 января 1962   | военные и гражданские лица                        | [ комм. 144 ] | Военно-гражданская директория Эль-Сальвадора исп. Directorio cívico militar de El Salvador                                        | [ 176 ]         |
| 46        |              | Эусебио Родольфо Кордон Сеа (1899—1966) исп. Eusebio Rodolfo Cordón Cea | 25 января 1962   | 1 июля 1962      | Национальная коалиционная партия                  | [ комм. 145 ] | временный президент республики исп. Presidente provisorio de la República                                                         | [ 194 ] [ 195 ] |
| 47        |              | Хулио Адальберто Ривера Карбальо (1921—1971) исп. Julio Adalberto Rivera Carballo | 1 июля 1962      | 1 июля 1967      | Национальная коалиционная партия                  | 1962 | президент республики исп. Presidente de la República                                                                              | [ 196 ] [ 197 ] |
| 48        |              | Фидель Санчес Эрнандес (1917—2003) исп. Fidel Sánchez Hernández | 1 июля 1967      | 1 июля 1972      | Национальная коалиционная партия                  | 1967 | президент республики исп. Presidente de la República                                                                              | [ 198 ] [ 199 ] |
| 49        |              | Артуро Армандо Молина Барраса (1927—2021) исп. Arturo Armando Molina Barraza | 1 июля 1972      | 1 июля 1977      | Национальная коалиционная партия                  | 1972 | президент республики исп. Presidente de la República                                                                              | [ 200 ] [ 201 ] |
| 50        |              | Карлос Умберто Ромеро Мена (1924—2017) исп. Carlos Humberto Romero Mena | 1 июля 1977      | 15 октября 1979  | Национальная коалиционная партия                  | 1977 | президент республики исп. Presidente de la República                                                                              | [ 202 ] [ 203 ] |

## После 1979 года
Выборы 1977 года прошли с массовыми нарушениями и породили широкое забастовочное движение и консолидацию оппозиции. 15 октября 1979 года группа молодых офицеров, имевших поддержку США (считавшими, что правительство Карлос Умберто Ромеро Мена утратило контроль над ситуацией и опасавшихся усиления левых сил), совершила переворот и создала Революционную правительственную хунту (исп. Junta Revolucionaria de Gobierno) в составе двух армейских офицеров и трёх политиков, выступивших с программой проведения аграрной реформы, национализации банков, запрета частных военизированных формирований, роспуска проправительственного ополчения ORDEN. Из-за внутренних противоречий хунта неоднократно меняла свой состав (обычно выделяют три состава), пока 22 декабря 1980 года её председателем не стал лидер Христианско-демократической партии Хосе Наполеон Дуарте. Несмотря на то, что в целом заявленные реформы были реализованы, включая принятие 26 апреля 1982 года новой конституции, перенёсшей инаугурационный день на 1 июня и установившей для кандидатов в президенты ценз в виде шестилетней принадлежности к зарегистрированной политической партии, и проведения 29 апреля 1982 года выборов временного президента, в стране началась гражданская война с полномасштабным применением всех родов войск, включая авиацию, в которой правительству противостояли левые силы, объединённые во Фронт национального освобождения имени Фарабундо Марти. 15 декабря 1983 года конституционная ассамблея утвердила обновлённую конституцию, заменившую «партийный ценз» ограничением баллотироваться в президенты военнослужащим, оставившим действительную службу менее чем за три года до проведения выборов. На проведённых в соответствии с нею выборах 1984 года победу одержал Дуарте, затем с 1989 по 2009 годы власть удерживал правый Националистический республиканский альянс. Переговоры правительства с повстанцами, начатые в 1984 году при международном посредничестве, завершились заключением 16 января 1992 года соглашений, названных по месту подписания в Чапультепекском дворце в Мехико; официальной датой завершения гражданской войны стало 15 декабря 1993 года, общие потери в её ходе оцениваются как свыше 75 тысяч погибших и 12 тысяч пропавших без вести.
Ставший по Чапультепекским соглашениям политической партией Фронт национального освобождения имени Фарабундо Марти являлся правящим с 2009 по 2019 годы, после чего президентом стал кандидат от традиционного союзника мартинистов Широкого альянса за национальное единство Найиб Букеле.
Курсивом и серым цветом выделены даты начала и окончания полномочий лица, временно замещавшего действующего главу государства в период проведения им кампании по переизбранию на пост президента.
|           | Портрет     | Имя (годы жизни) | Полномочия      | Полномочия  | Партия                                                 | Выборы        | Должность                                                                   | Пр.                     |
| Начало    | Портрет     | Имя (годы жизни) | Окончание       |             | Партия                                                 | Выборы        | Должность                                                                   | Пр.                     |
| --------- | ----------- | --- | --------------- | ----------- | ------------------------------------------------------ | ------------- | --------------------------------------------------------------------------- | ----------------------- |
| —         |             | Революционная правительственная хунта в составе: Хайме Абдул Гутьеррес Авенданьо исп. Jaime Abdul Gutiérrez Avendaño Адольфо Арнальдо Махано Рамос (до 7 декабря 1980 года) исп. Adolfo Arnaldo Majano Ramos Роман Антонио Майорга Кирос (с 17 октября 1979 года до 5 января 1980 года) исп. Román Antonio Mayorga Quirós Марио Антонио Андино Гомес (с 17 октября 1979 года до 5 января 1980 года) исп. Mario Antonio Andino Gómez Гильермо Мануэль Унго Ревело (с 17 октября 1979 года до 5 января 1980 года) исп. Guillermo Manuel Ungo Revelo Хосе Антонио Моралес Эрлих (с 9 января 1980 года) исп. José Antonio Morales Erlich Хосе Рамон Авалос Наваррете (с 9 января 1980 года) исп. José Ramón Ávalos Navarrete Эктор Мигель Антонио Дада Иреси (с 9 января 1980 года до 3 марта 1980 года) исп. Héctor Miguel Antonio Dada Hirezi Хосе Наполеон Дуарте Фуэнтес (с 10 марта 1980 года) исп. Jose Napoleon Duarte Fuentes | 15 октября 1979 | 2 мая 1982  | военные и гражданские лица                             | [ комм. 147 ] | Революционная правительственная хунта исп. Junta Revolucionaria de Gobierno | [ 209 ] [ 210 ] [ 211 ] |
| 51        |             | Альваро Альфредо Маганья Борха (1926—2001) исп. Álvaro Alfredo Magaña Borja | 2 мая 1982      | 1 июня 1984 | независимый                                            | 1982          | временный президент республики исп. Presidente provisorio de la República   | [ 212 ] [ 213 ] [ 214 ] |
| 52        |             | Хосе Наполеон Дуарте Фуэнтес (1925—1990) исп. Jose Napoleon Duarte Fuentes | 1 июня 1984     | 1 июня 1989 | Христианско-демократическая партия                     | 1984          | президент республики исп. Presidente de la República                        | [ 215 ] [ 216 ] [ 217 ] |
| 53        |             | Альфредо Феликс Кристиани Буркард (1947—) исп. Alfredo Félix Cristiani Burkard | 1 июня 1989     | 1 июня 1994 | Националистический республиканский альянс              | 1989          | президент республики исп. Presidente de la República                        | [ 218 ] [ 219 ] [ 220 ] |
| 54        |             | Армандо Кальдерон Соль (1948—2017) исп. Armando Calderón Sol | 1 июня 1994     | 1 июня 1999 | Националистический республиканский альянс              | 1994          | президент республики исп. Presidente de la República                        | [ 221 ] [ 222 ] [ 223 ] |
| 55        |             | Франсиско Гильермо Флорес Перес (1959—2016) исп. Francisco Guillermo Flores Pérez | 1 июня 1999     | 1 июня 2004 | Националистический республиканский альянс              | 1999          | президент республики исп. Presidente de la República                        | [ 224 ] [ 225 ] [ 226 ] |
| 56        |             | Элиас Антонио Сака Гонсалес (1965—) исп. Elías Antonio Saca González | 1 июня 2004     | 1 июня 2009 | Националистический республиканский альянс              | 2004          | президент республики исп. Presidente de la República                        | [ 227 ] [ 228 ] [ 229 ] |
| 57        |             | Карлос Маурисио Фунес Картахена (1959—2025) исп. Carlos Mauricio Funes Cartagena | 1 июня 2009     | 1 июня 2014 | Фронт национального освобождения имени Фарабундо Марти | 2009          | президент республики исп. Presidente de la República                        | [ 230 ] [ 231 ] [ 232 ] |
| 58        |             | Сальвадор Санчес Серен (1944—) исп. Salvador Sánchez Cerén | 1 июня 2014     | 1 июня 2019 | Фронт национального освобождения имени Фарабундо Марти | 2014          | президент республики исп. Presidente de la República                        | [ 233 ] [ 234 ] [ 235 ] |
| 59 (I—II) |             | Найиб Армандо Букеле Ортес (1981—) исп. Nayib Armando Bukele Ortez | 1 июня 2019     | 1 июня 2024 | Широкий альянс за национальное единство / Новые идеи   | 2019          | президент республики исп. Presidente de la República                        | [ 236 ] [ 237 ] [ 238 ] |
| 59 (I—II) | 1 июня 2024 | Найиб Армандо Букеле Ортес (1981—) исп. Nayib Armando Bukele Ortez | действующий     | Новые идеи  | 2024                                                   |               | президент республики исп. Presidente de la República                        | [ 236 ] [ 237 ] [ 238 ] |
| и. о.     |             | Клаудия Хуана Родригес де Гевара (1980?—) исп. Claudia Juana Rodríguez de Guevara | 1 декабря 2023  | 31 мая 2024 | Новые идеи                                             | [ комм. 152 ] | исполняющая обязанности президента исп. Presidenta interina                 | [ 239 ] [ 240 ] [ 241 ] |